# František Nedvěd ml.
František Nedvěd (* 28. dubna 1974) je český folkový zpěvák, hudební skladatel, kytarista, syn folkového zpěváka Františka Nedvěda. V minulosti hrál ve skupinách Příbuzní, Pacifik a První podání. Od roku 2023 vystupuje s kytaristou Danielem Krobem.

## Kariéra
Poprvé zahráli v roce 1988 se svým bratrancem Janem Nedvědem a jejich tehdy první kapelou v kulturním domě Barikádníků v Praze, jako hosté trampské skupiny Duo Červánek. O rok později s bratrem Vojtou Nedvědem založili skupinu Dinosauři. Během studií se přihlásili na celostátní soutěž Středních odborných učilišť, kterou vyhráli.
Od roku 1994 hrál ve skupině Příbuzní a od roku 2005 ve skupině Pacifik. V roce 2007 pak založil skupinu První podání s níž vystupoval s programem Country do pohody. V listopadu 2021 vytvořil nový program s názvem ...Táto, mámo, díky vám..., který je věnován vzpomínce na jeho otce Františka Nedvěda.
Na jaře 2022 krátce spolupracoval s bratrancem Janem Nedvědem mladším, od léta 2022 pak vystupoval samostatně s programem Sám a od srdce. Na jaře 2023 spolu s Tomášem Kolínským, Davidem Fiedlerem a Andreou Šmídovou vytvořil hudební uskupení Nedvědi. Příležitostně vystupoval i se svým strýcem Janem Nedvědem. Od podzimu 2023 vystupuje s kytaristou Danielem Krobem v programu "Z Toronta až na Strahov", který mapuje nejkrásnější "Nedvědovky" z období roku 1972 až 1996, včetně skladeb, které nikdy nevyšly na žádných hudebních nosičích. 

## Rodina
Jeho otcem byl muzikant František Nedvěd, strýcem je muzikant Jan Nedvěd. Je rozvedený, z manželství má dceru Terezu.

## Diskografie
- 1996 CD Junioři
- 2000 CD Vracím se domů
- 2003 CD 14 nej od Nedvědů
- 2004 CD Mám jedno místo
- 2023 CD Ve svých písních žiješ dál
- 2024 CD Z Toronta až na Strahov CD1.